# Psidium pigmeum
Psidium pigmeum är en myrtenväxtart som beskrevs av Manoel Arruda da Cámara. Psidium pigmeum ingår i släktet Psidium och familjen myrtenväxter. Inga underarter finns listade i Catalogue of Life.